# Terreur à Shanghaï
Pour plus de détails, voir Fiche technique et Distribution.
Terreur à Shanghaï (The Shanghai Story) est un film américain réalisé par Frank Lloyd, sorti en 1954.

## Synopsis
Un médecin américain est détenu par les communistes.

## Fiche technique
- Titre original : The Shanghai Story
- Titre français : Terreur à Shanghaï
- Réalisation : Frank Lloyd
- Scénario : Steve Fisher et Seton I. Miller
- Photographie : Jack A. Marta
- Musique : R. Dale Butts
- Pays d'origine : États-Unis
- Format : Noir et blanc - 1,66:1 - Mono
- Genre : thriller
- Date de sortie : 1954

## Distribution
- Ruth Roman : Rita King
- Edmond O'Brien : Dr Dan Maynard
- Richard Jaeckel : Knuckles Greer
- Barry Kelley : Ricki Dolmine
- Whit Bissell : Paul Grant
- Basil Ruysdael : Hollingsworth
- Marvin Miller : Colonel Zorek
- Yvette Dugay : Mme Leah De Verno
- Paul Picerni : Mr Emilio De Verno
- Isabel Randolph : Mme Merryweather
- Philip Ahn : Major Ling Wu
- Frances Rafferty : Mme Warren
- Frank Ferguson : Mr Haljerson
- James Griffith : Carl Hoyt
- John Alvin : Mr Warren
- Frank Puglia : Mr Chen
- Victor Sen Yung : Sun Lee
- Richard Loo : Officier
- Donald Curtis (non crédité)